# نیروی حمله زد
نیروی حمله زد (به انگلیسی: Attack Force Z) فیلمی است محصول سال ۱۹۸۲ و به کارگردانی تیم بورستال است. در این فیلم بازیگرانی همچون جان فیلیپ لا ، مل گیبسون ، سام نیل ، جان واترز، کریس هیوود ایفای نقش کرده‌اند.